# Сухор-при-Доленьських Топлицах
Сухор-при-Доленьських Топлицах (словен. Suhor pri Dolenjskih Toplicah) — поселення в общині Доленьське Топлице, регіон Південно-Східна Словенія, Словенія. Висота над рівнем моря: 193 м.